# Malmö museums naturhistoriska dioramor
Malmö museums naturhistoriska dioramor skapades på 1930- och 1940 talen. Åren 1920–1923 skapade Olof Gylling, intendent vid Malmö museer, fem dioramor till Göteborgs Naturhistoriska museums nybyggnad i Slottsskogen. 2016 finns åtta historiska dioramor att se på Malmö museer.

## Giraffen i entrén
Malmö museums giraff har stått i entrén på Slottsholmen sedan 1937. Giraffen är en hona som var dräktig när hon sköts.
Den ofödda ungen donerades till Tornbladinstitutet i Lund där den finns i spritpreparat i dag.

### Historia
Giraffen sköts den 26 februari 1930 nära Mount Elgon i Kenya. Skytten, Lundaprofessorn och embryologen Ivar Broman, kröp fram i skydd av termitstackar för att kunna använda ett gevär med kikarsikte på 200 meters håll.
År 1930 var det helt förbjudet att skjuta en hongiraff i Kenya. Det skyddade djuret ingick i en hjord som ofta tog vägen över ett majsfält nära Mount Elgon i Östafrika.
En engelsk överste som odlade majs på sin farm hade vänt sig till regeringen eftersom giraffhjorden trampade ner grödan. Områdets överste jaktviltvårdare gav klartecken – två fick skjutas. Försvann inte hjorden då, fick han döda två till.
Så här beskriver Broman själv förloppet:
”Jag skyndade fram och hade min grovkalibriga pistol beredd. Till min stora överraskning var den redan död. Från en enda, endast lillfingerstor kula i mjukdelen av det understa halspartiet.”
Tre dräktiga honor och en hanne av släktet Rothschildgiraff sköts. Ivar Broman jagade giraffer för att få tag i foster till ryggradsdjur för embryologisk forskning som omfattade både djur och människa.
Den ofödda kalven lades i sprit och undersöktes noga på plats.
De tre honorna finns uppstoppade på Malmö museum, på Naturhistoriska museet i Göteborg och i Nairobi.
På Tornbladinstitutet förvaras giraffens foster i sprit.

## Älgar (Alces alces)
Älggruppen monterades omkring 1937 av konservatorn på Malmö museum Ernst Einfeldt. Dioramat visar en tjur och en ko i ett sydsvenskt landskap. Båda djuren kom till Malmö den 9 oktober 1934. Tjuren skänktes av J. Erichs och L. Bohlin och kommer från Klövaryds socken i Småland. Kon kommer från Timans Kronopark i Skåne och skänktes av E. Herslow. Djuren är monterade enligt "Akeley-metoden". D.v.s. skinnen monteras över en gipsavgjutning. Fonden är målad av konstnären och konservatorn Kjell Kolthoff. 
År 1985 renoverades dioramat men miljön ändrades inte utan den ursprungliga karaktären behölls. Dock behandlades trädstammar med akrylplast för att skapa en känsla av en fuktigare miljö och en PVC-modell av en svart skogssnigel placerades i gräset i förgrunden. Även fåglar och svampar placerades in för att skapa en mer levande miljö. Tjuren försågs också med salivdroppar av akrylplast.